# Benedetto Croce
Benedetto Croce (tiếng Ý: [beneˈdetto ˈkroːtʃe]; Tháng Hai 25, 1866 - 20 tháng 11 năm 1952) là một nhà triết học duy tâm, sử học và chính trị gia người Ý. Ông đã viết về nhiều chủ đề, bao gồm triết học, lịch sử, biên soạn lịch sử và thẩm mỹ. Trong hầu hết các chủ đề, Croce là một người tự do, mặc dù ông phản đối thương mại tự do laissez-faire và có ảnh hưởng đáng kể đến các trí thức Ý khác, bao gồm cả người theo Marxist Antonio Gramsci và người theo phát xít Giovanni Gentile. Croce là Chủ tịch của PEN International, hiệp hội các nhà văn trên toàn thế giới, từ năm 1949 đến năm 1952. Ông đã được đề cử giải Nobel văn học mười sáu lần.

## Tiểu sử
Croce được sinh ra tại Pescasseroli ở vùng Abruzzo của Ý. Gia đình ông có ảnh hưởng và giàu có, và Croce được nuôi dưỡng trong một môi trường Công giáo rất nghiêm ngặt. Vào khoảng 16 tuổi, ông từ bỏ Công giáo và phát triển một triết lý cá nhân về đời sống tinh thần, trong đó tôn giáo không thể là gì ngoài một thể chế lịch sử nơi sức mạnh sáng tạo của nhân loại có thể được thể hiện. Ông giữ triết lý này cho đến cuối đời.
Năm 1883, một trận động đất đã xảy ra tại ngôi làng Casamicciola trên đảo Ischia gần thành phố Naples, nơi ông đang đi nghỉ cùng gia đình, phá hủy ngôi nhà mà họ sống. Mẹ, cha và chị gái của ông đều bị chết, trong khi ông bị vùi lấp trong một thời gian dài và hầu như không qua khỏi. Sau trận động đất, ông được thừa hưởng gia tài của gia đình và giống như Schopenhauer, có thể sống phần còn lại của cuộc đời một cách thoải mái, và dành rất nhiều thời gian cho triết học. Ông viết các tác phẩm trí tuệ độc lập tại cung điện của ông ở Naples (Ryn, 2000: xi).
Ông học luật, nhưng không bao giờ tốt nghiệp, tại Đại học Naples, trong thời gian đó ông đọc nhiều về chủ nghĩa duy vật lịch sử. Ý tưởng của ông đã được Giáo sư Antonio Labriola công bố tại Đại học Rome vào cuối những năm 1890. Croce đã quen thuộc và đồng cảm với những phát triển trong triết học xã hội chủ nghĩa châu Âu được August Bebel, Friedrich Engels, Karl Kautsky, Paul Lafargue, Wilhelm Liebknecht và Filippo Turati đóng góp.
Bị ảnh hưởng bởi tư tưởng của Gianbattista Vico sinh ra ở Neapolitan, ông bắt đầu nghiên cứu triết học vào năm 1893. Croce cũng đã mua ngôi nhà mà Vico đã từng sống. Người bạn của ông, nhà triết học Giovanni Gentile, đã khuyến khích ông đọc Hegel. Bình luận nổi tiếng của Croce về Hegel, Sống là gì và Cái gì đã chết trong Triết lý của Hegel, được xuất bản năm 1907.

### Tham gia chính trị
Khi danh tiếng tăng lên, Croce đã bị thuyết phục, trái với mong muốn ban đầu của mình, để tham gia vào chính trị. Năm 1910, ông được bổ nhiệm vào Thượng viện Ý, một vị trí trọn đời (Ryn, 2000: xi). Ông là một nhà phê bình cởi mở về việc Ý tham gia Thế chiến I, cảm thấy rằng đó là một cuộc chiến thương mại tự sát. Mặc dù điều này khiến ban đầu Croce không được ưa chuộng, nhưng danh tiếng của ông đã được khôi phục sau chiến tranh. Năm 1919, ông ủng hộ chính phủ Francesco Saverio Nitti đồng thời bày tỏ sự ngưỡng mộ đối với Cộng hòa Weimar non trẻ và Đảng Dân chủ Xã hội Đức. Ông là Bộ trưởng Bộ Giáo dục Công cộng từ năm 1920 đến 1921 cho chính phủ thứ 5 và cuối cùng đứng đầu là Giovanni Giolitti. Benito Mussolini nắm quyền lực hơn một năm sau khi Croce rời khỏi chính phủ; Bộ trưởng Bộ Giáo dục Công cộng đầu tiên của Mussolini là Giovanni Gentile, một người độc lập, sau này trở thành phát xít và Croce đã hợp tác trước đó trong một cuộc bút chiến triết học chống lại chủ nghĩa thực chứng. Gentile chỉ là bộ trưởng trong một năm nhưng đã xoay xở để bắt đầu một cuộc cải cách toàn diện về giáo dục Ý, một phần dựa trên những gợi ý trước đó của Croce. Cải cách của Gentile vẫn có hiệu lực vượt ra ngoài chế độ Phát xít, và chỉ bị bãi bỏ một phần vào năm 1962.
Croce là người thực hiện chính trong việc di dời Biblioteca Nazionale Vittorio Emanuele III đến thành phố Palazzo Reale của Napoli năm 1923.